# 3367 Alex
3367 Alex је астероид главног астероидног појаса чија средња удаљеност од Сунца износи 2,784 астрономских јединица (АЈ).
Апсолутна магнитуда астероида је 12,0.